# إريس عبديني
إريس عبديني هو لاعب كرة قدم سويسري في مركز الوسط، ولد في 29 أغسطس 1998 في Sorengo ‏ في سويسرا. شارك مع منتخب سويسرا تحت 20 سنة لكرة القدم. أما مع النوادي، فقد لعب مع نادي فينترتور ونادي كياسو ونادي لوغانو.

## وصلات خارجية
- إريس عبديني على موقع قاعدة بيانات كرة القدم.إي يو (الإنجليزية)
- إريس عبديني على موقع ناشيونال فوتبول تيمز (الإنجليزية)
- إريس عبديني على موقع Soccerway.com (الإنجليزية)
- إريس عبديني على موقع عالم كرة القدم.نت (الإنجليزية)